# Neuseeländische Cricket-Nationalmannschaft in den West Indies in der Saison 1971/72
Die Tour der neuseeländischen Cricket-Nationalmannschaft auf die West Indies in der Saison 1971/72 fand vom 16. Februar bis zum 26. April 1972 statt. Die internationale Cricket-Tour war Bestandteil der Internationalen Cricket-Saison 1971/72 und umfasste fünf Tests. Die Serie endete 0–0 unentschieden.

## Vorgeschichte
Für beide Mannschaften war es die erste Tour der Saison.
Das letzte Aufeinandertreffen der beiden Mannschaften bei einer Tour fand in der Saison 1968/69 in Neuseeland statt.

## Stadien
Die folgenden Stadien wurden für die Tour als Austragungsort vorgesehen.
| Stadt         | Land                | Stadion               | Kapazität | Spiele       |
| ------------- | ------------------- | --------------------- | --------- | ------------ |
| Bridgetown    | Barbados            | Kensington Oval       | 11.000    | 3. Test      |
| Georgetown    | Guyana              | Bourda Cricket Ground | 25.000    | 4. Test      |
| Kingston      | Jamaika             | Sabina Park           | 20.000    | 1. Test      |
| Port of Spain | Trinidad und Tobago | Queen’s Park Oval     | 25.000    | 2. & 5. Test |

## Kaderlisten
| Test | Test |
| West Indies | Neuseeland |
| --- | --- |
| - Garry Sobers (K) - Inshan Ali - Joey Carew - Charlie Davis - Uton Dowe - Mike Findlay (wk) - Maurice Foster - Roy Fredericks - Lance Gibbs - Geoff Greenidge - Vanburn Holder - David Holford - Tony Howard - Raphick Jumadeen - Alvin Kallicharran - Clive Lloyd - Lawrence Rowe - Grayson Shillingford | - Graham Dowling (K) - Bevan Congdon (VK) - Jack Alabaster - Mark Burgess - Bob Cunis - Brian Hastings - Hedley Howarth - Terry Jarvis - Ross Morgan - Bruce Taylor - Glenn Turner - Graham Vivian - Ken Wadsworth (wk) - Murray Webb |

## Tour Matches
Neuseeland spielte während der Tour drei Tour Matches gegen west-indische Regionalteams.

## Tests

### Erster Test in Kingston
| 16. – 21. Februar Scorecard | Kingston | West Indies 508-4d (153) & 218-3d (53.4) | – | Neuseeland 386 (187.5) & 236-6 (108) |
|                             |          | Remis                                    |   |                                      |

Die West Indies gewannen den Münzwurf und entschieden sich als Schlagmannschaft zu beginnen.

### Zweiter Test in Port of Spain
| 9. – 14. März Scorecard | Port of Spain | Neuseeland 348 (175.5) & 288-3d (140) | – | West Indies 341 (155.1) & 121-5 (46) |
|                         |               | Remis                                 |   |                                      |

Die West Indies gewannen den Münzwurf und entschieden sich als Feldmannschaft zu beginnen.

### Dritter Test in Bridgetown
| 23. – 28. März Scorecard | Bridgetown | West Indies 133 (49.3) & 564-8 (214) | – | Neuseeland 422 (163.2) |
|                          |            | Remis                                |   |                        |

Die West Indies gewannen den Münzwurf und entschieden sich als Schlagmannschaft zu beginnen.

### Vierter Test in Georgetown
| 6. – 11. April Scorecard | Georgetown | West Indies 365-7d (135) & 86-0 (40) | – | Neuseeland 543-3d (268) |
|                          |            | Remis                                |   |                         |

Die West Indies gewannen den Münzwurf und entschieden sich als Schlagmannschaft zu beginnen.

### Fünfter Test in Port of Spain
| 20. – 26. April Scorecard | Port of Spain | West Indies 368 (128.4) & 194 (74.2) | – | Neuseeland 162 (75.4) & 253-7 (155) |
|                           |               | Remis                                |   |                                     |

Die West Indies gewannen den Münzwurf und entschieden sich als Schlagmannschaft zu beginnen.